# Povorino
Povorino (tiếng Nga: Пово́рино) là một thị trấn và trung tâm hành chính của huyện Povorinsky (huyện) ở phía đông tỉnh Voronezh, Nga. Dân số: 17,692 (Điều tra dân số 2010); 18,342 (Điều tra dân số 2002); 19,450 (Điều tra dân số năm 1989).